# Pseudophytoecia
Pseudophytoecia is een kevergeslacht uit de familie van de boktorren (Cerambycidae). De wetenschappelijke naam van het geslacht werd voor het eerst geldig gepubliceerd in 1950 door Breuning.

## Soorten
Pseudophytoecia omvat de volgende soorten:
- Pseudophytoecia africana (Aurivillius, 1914)
- Pseudophytoecia suturalis (Aurivillius, 1914)